# U-87 (1941)
| U-87                       | U-87                                                                            | U-87                                                                            |
| -------------------------- | ------------------------------------------------------------------------------- | ------------------------------------------------------------------------------- |
|                            |                                                                                 |                                                                                 |
|                            |                                                                                 |                                                                                 |
| U-87                       |                                                                                 |                                                                                 |
| Під прапором               | Третій рейх                                                                     | Третій рейх                                                                     |
| Спуск на воду              | 21 червня 1941 року                                                             | 21 червня 1941 року                                                             |
| Виведений зі складу флоту  | 4 березня 1943 року                                                             | 4 березня 1943 року                                                             |
| Сучасний статус            | затоплений                                                                      | затоплений                                                                      |
| Проєкт                     |                                                                                 |                                                                                 |
| Тип ПЧ                     | Дизельний підводний човен                                                       | Дизельний підводний човен                                                       |
| Вартість                   | 4 439 000 ℛℳ                                                                    | 4 439 000 ℛℳ                                                                    |
| Основні характеристики     |                                                                                 |                                                                                 |
| Швидкість (надводна)       | 17,9 вузла                                                                      | 17,9 вузла                                                                      |
| Швидкість (підводна)       | 8 вузлів                                                                        | 8 вузлів                                                                        |
| Робоча глибина занурення   | 100 м                                                                           | 100 м                                                                           |
| Гранична глибина занурення | 220 м                                                                           | 220 м                                                                           |
| Екіпаж                     | 44 особи                                                                        | 44 особи                                                                        |
| Розміри                    |                                                                                 |                                                                                 |
| Довжина найбільша (по КВЛ) | 66,5 м                                                                          | 66,5 м                                                                          |
| Ширина корпусу найб.       | 6,2 м                                                                           | 6,2 м                                                                           |
| Висота                     | 6,2м                                                                            | 6,2м                                                                            |
| Середня осадка (по КВЛ)    | 4,7 м                                                                           | 4,7 м                                                                           |
| Водотоннажність надводна   | 753 т                                                                           | 753 т                                                                           |
| Озброєння                  |                                                                                 |                                                                                 |
| Артилерія                  | 88-мм палубна гармата SK C/35 1 × 20-мм зенітна гармата FlaK 30/38/Flakvierling | 88-мм палубна гармата SK C/35 1 × 20-мм зенітна гармата FlaK 30/38/Flakvierling |
| Торпедно- мінне озброєння  | 4 носових, 1 кормовий 533-мм торпедних апарати; 14 торпед або 26 морських мін   | 4 носових, 1 кормовий 533-мм торпедних апарати; 14 торпед або 26 морських мін   |

U-87 — німецький підводний човен типу VIIB, часів Другої світової війни.
Замовлення на будівництво човна віддане 9 червня 1938 року. Човен закладений на верфі «Flender Werke AG» у Любеку 18 квітня 1940 року під заводським номером 283, спущений на воду 21 червня 1941 року, 19 серпня 1941 року під командуванням оберлейтенанта-цур-зее Йоахіма Бергера увійшов до складу 6-ї флотилії.
За час служби човен зробив 5 бойових походів, в яких потопив 5 (загальна водотоннажність 38 014 брт) суден.
4 березня 1943 року потоплений у Північній Атлантиці західніше Португалії (41°36′ пн. ш. 13°31′ зх. д. / 41.600° пн. ш. 13.517° зх. д.) глибинними бомбами з канадського корвета «Шедіак» та есмінця «Сеінт Крокс». Усі 49 членів екіпажу загинули.

## Потоплені та пошкоджені кораблі[3]
| Назва          | Тип               | Належність      | Дата           | Тоннаж (БРТ) | Вантаж                                                           | Статус     | Місце                                                       |
| Cardita        | танкер            | Велика Британія | 31 грудня 1941 | 8 237        | 11 500 т палива                                                  | потоплений | 59°18′ пн. ш. 12°50′ зх. д. / 59.300° пн. ш. 12.833° зх. д. |
| Nyholt         | танкер            | Норвегія        | 17 січня 1942  | 8 087        | Баласт                                                           | потоплений | 45°46′ пн. ш. 54°18′ зх. д. / 45.767° пн. ш. 54.300° зх. д. |
| Port Nicholson | вантажне судно    | Велика Британія | 16 червня 1942 | 8 402        | 1 600 т автомобільних запчастин та 4 000 т військових матеріалів | потоплено  | 42°11′ пн. ш. 69°25′ зх. д. / 42.183° пн. ш. 69.417° зх. д. |
| Cherokee       | пасажирське судно | США             | 16 червня 1942 | 5 896        |                                                                  | потоплено  | 42°25′ пн. ш. 69°10′ зх. д. / 42.417° пн. ш. 69.167° зх. д. |
| Agapenor       | вантажне судно    | Велика Британія | 11 жовтня 1942 | 7 392        | 6 500 т генеральних вантажів та 750 т міді                       | потоплено  | 6°53′ пн. ш. 15°23′ зх. д. / 6.883° пн. ш. 15.383° зх. д.   |